# Бел Ер (округ Харфорд, Мериленд)
Бел Ер (енгл. Bel Air, Harford County) град је у америчкој савезној држави Мериленд.

## Демографија
По попису из 2010. године број становника је 10.120, што је 40 (0,4%) становника више него 2000. године.
| Група             | 2000.         | 2010.         |
| Белци             | 9.280 (92,1%) | 8.868 (87,6%) |
| Афроамериканци    | 441 (4,4%)    | 448 (4,4%)    |
| Азијати           | 142 (1,4%)    | 182 (1,8%)    |
| Хиспаноамериканци | 123 (1,2%)    | 439 (4,3%)    |
| Укупно            | 10.080        | 10.120        |